# Sadd-e Dez
Sadd-e Dez (persiska: سَدِّ دِز, بِز دَم, سَدِّ رِضا شَه, مُهَمَّدرِزا شاه دام, مُهَمَّد رِزَ شَه دَم, دِز دَم, سَدِّ مُحَمَّد رِضا شاهِ پَهلَوی, سدّ دز) är en dammbyggnad i Iran.   Den ligger i provinsen Khuzestan, i den västra delen av landet, 400 km sydväst om huvudstaden Teheran. Sadd-e Dez ligger 568 meter över havet.
Terrängen runt Sadd-e Dez är lite kuperad. Runt Sadd-e Dez är det ganska tätbefolkat, med 104 invånare per kvadratkilometer. Närmaste större samhälle är dezful, 19,0 km sydväst om Sadd-e Dez. Omgivningarna runt Sadd-e Dez är i huvudsak ett öppet busklandskap.